# Summit (Kalifornia)
Summit (dawniej Summit Switch) – obszar niemunicypalny w hrabstwie Kern, w Kalifornii (Stany Zjednoczone), na wysokości 1231 m. Znajduje się około 3 km na wschód od miasta Tehachapi.